# Kapturnikowate
Kapturnikowate (Bostrichidae) – rodzina owadów z rzędu chrząszczy. 